# Elateropsis fellerae
Elateropsis fellerae là một loài bọ cánh cứng trong họ Cerambycidae.